# Protorthodes saturnus
Protorthodes saturnus là một loài bướm đêm trong họ Noctuidae.